# Valley Park (Hampshire)
Valley Park – osada i civil parish w Anglii, w Hampshire, w dystrykcie Test Valley. Leży 10 km od miasta Winchester. W 2011 roku civil parish liczyła 7713 mieszkańców.